# Mixin’ It Up
Mixin’ It Up ist ein Best-of-Album der US-amerikanischen Rockband Dan Reed Network. Es ist das letzte von der Schallplattenfirma Mercury Records international veröffentlichte Album der Gruppe.

## Entstehung
Während die Musiker der Gruppe Demos für das Nachfolgealbum zu The Heat aufnahmen, wollte das Label der Band die zeitliche Lücke bis zur Produktion des vierten Studioalbums durch die Veröffentlichung eines Best-of-Albums schließen. 
Sieben der für die Platte ausgewählten sechzehn Titel stammten vom Debütalbum der Band. Als Besonderheiten wurde Stardate 1990, ein von Nuno Bettencourt erstellter Remix von Get to you, eine akustische Fassung von Stronger Than Steel und das ebenfalls mit Bettencourt aufgenommene Lied Long way to go auf der CD veröffentlicht. Stardate 1990 war nie zuvor Teil eines Albums der Band, sondern war im Juni 1990 als Single veröffentlicht worden.
Single
Als Singleauskoppelung aus dem Album wurde der Remix von Get to you veröffentlicht, allerdings ausschließlich in Australien. Die Maxi-CD enthielt neben dem Titelstück eine in Australien entstandene Live-Version von Forgot to Make her Mine, die Akustikversion von Stronger Than Steel, und die Originalversion von Get to you. 
Tournee
Die Band begab sich auf eine Clubtour, um Mixin’ It Up zu bewerben. Die Tournee durch Europa und Großbritannien im Sommer 1993 war zugleich ihre letzte. Das letzte Konzert der Band fand am 8. August 1993 im Club The Garage in London statt. Im Oktober begannen die Mitglieder von Dan Reed Network, sich auf andere Projekte und Aufgaben zu konzentrieren, waren sich jedoch darüber einig, die gemeinsame Karriere nur zu unterbrechen, aber die Band nicht aufzulösen.
Musikvideo
Passend zum Album wurden die Videoclips der Band unter dem gleichen Titel auf VHS-Cassette veröffentlicht.

## Titelliste
1. 1:71 – World Has a Heart Too (Dan Reed)
2. 4:37 – Get to You (Remix) (Dan Reed)
3. 4:24 – Ritual (Dan Reed)
4. 4:51 – Rainbow Child (Dan Reed Network)
5. 4:11 – Forgot to Make Her Mine (Dan Reed)
6. 2:53 – Stardate 1990 (Dan Reed Network)
7. 4:08 – Baby Now I (Brannon, James, Pred, Reed, Sakamoto)
8. 4:15 – Tamin’ the Wild Nights (Dan Reed)
9. 5:29 – Tiger in a Dress (Dan Reed Network)
10. 3:52 – Make It Easy (Dan Reed Network)
11. 4:40 – Lover (Dan Reed Network)
12. 3:26 – Stronger Than Steel (Akustikversion) (Dan Reed Network)
13. 4:42 – Mix It Up (Brannon, James, Pred, Reed, Sakamoto)
14. 5:43 – Rock You All Night Long (D. Frank, M. Murphy, Dan Reed)
15. 4:58 – Baby Don’t Fade (Dan Reed)
16. 3:51 – Long Way to Go (mit Nuno Bettencourt) (Brannon, James, Pred, Reed, Sakamoto)